# Belén Arjona
Pour les articles homonymes, voir Arjona (homonymie).
Belén Arjona (née le 10 mai 1981 à Madrid) est une chanteuse espagnole.

## Biographie
À 13 ans, Belén Arjona compose ses chansons et joue de la guitare. À 16 ans, elle monte son propre groupe de musique qui joue à Madrid.
Le 28 avril 2003 elle sort son premier album intitulé O te mueves o caducas.
Le 20 juillet 2004 sort une édition spéciale de ce même album enregistré en live lors d'un concert à Madrid et avec une reprise de la chanson Vivir sin aire du groupe Maná qu'elle chante d'ailleurs en duo avec Fher Olvera (chanteur du groupe Maná).
Le 30 août 2005 sort le deuxième album studio de Belén Arjona sous le nom Infinito.
La sortie de son troisième album studio Alas en mis pies, qui devait avoir lieu en novembre 2007, a été repoussée par sa nouvelle compagnie discographique pour des raisons de stratégie commerciale.